# 細川満経
細川 満経（ほそかわ みつつね）は、室町時代中期の武士。細川奥州家出身で官途は陸奥守。

## 概要
永享4年（1432年）11月26日には、高野山の高祖院から訴訟を起こされている。同日付の文書によると、祖父に当たる細川顕氏が高祖院に寄進した和泉国土生郷の地頭職を横領したとされる。高祖院は、僧侶が貞和3年（1347年）の細川顕氏の楠木正行討伐に従軍しており、細川満元の宝篋印塔があるなど本来は細川氏と深い関係にあった。この横領事件に対して、幕府は高祖院の訴えを受け入れている。